# كولد سبرينغ (نيويورك)
كولد سبرينغ (بالإنجليزية: Cold Spring, New York)‏ هي بلدة تقع في الولايات المتحدة في مقاطعة بوتنام، نيويورك. يقدر عدد سكانها بـ 1,983 نسمة ومساحتها 1.55 كم2 وترتفع عن سطح البحر 32.92 متر.

## أعلام
- أنطونيا موري
- إيميلي وارين رويبلنج
- ألبرت إل. آيرلادند
- هاميلتون فيش الثالث
- إبراهام أرنولد
- دانيال باترفيلد
- كورنيليوس ارين
- بوب دافي
- غوفرنير ك. وارين